# Arophyteae
Arophyteae es una tribu de plantas de la familia Araceae. Contiene tres géneros Colletogyne, Carlephyton y Arophyton. Todas las especies de la tribu Arophyteae son endémicas de Madagascar.

## Géneros
- Arophyton Jum.
- Carlephyton Jum.
- Colletogyne Buchet
- Humbertina Buchet = Arophyton Jum.
- Synandrogyne Buchet = Arophyton Jum.